# Maria van Valckenisse
Maria Margaretha van Valckenisse, O.C.D. (řeholním jménem: Marie Markéta od Andělů; 26. května 1605 Antverpy – 5. února 1658 Oirschot) byla belgická řeholnice, bosá karmelitánka a mystička.

## Život
Narodila se 26. května 1605 v Antverpách jako dcera Philipse van Valckenisse, městského sekretáře Antverp a Cathérine van Dycke.
Věku 19 let vstoupila do kláštera bosých karmelitánek v Antverpách, kde přijala řeholní jméno Marie Markéta od Andělů. Roku 1644 odcestovala do Oirschotu v Severním Brabantsku, kde založila nový karmelitánský klášter Bleyendael. Tento krok povolil místodržitel Frederik Hendrik Oranžský na žádost Marie Medicejské.
Žila podle přísných asketických pravidel inspirovaných španělskou zakladatelkou řádu Terezou z Ávily. Již za svého života byla považována za svatou. Přisuzovaly se jí mystické schopnosti, jako byla schopnost nést utrpení druhých, bilokace (přítomnost na dvou místech zároveň), vize a přijetí stigmat.
Zemřela 5. února 1658.

## Proces svatořečení
Při vystavení jejího těla a několik měsíců po smrti nebyly patrné známky rozkladu, ale tělo začalo vylučovat olejovitou tekutinu. Tato tekutina byla považována za léčivou. Při pitvě, kterou provedl místní chirurg, byly v těle nalezeny hřebíky, jež se podle katolické církve spojují s utrpením Krista. Tento nález byl považován za znamení svatosti.
Proces byl zahájen 25. března 2013 v diecézi 's-Hertogenbosch.